# Lockheed Altair
El Lockheed Altair fue un avión deportivo monomotor de los años 30. Fue un desarrollo del Lockheed Sirius con tren de aterrizaje retráctil. Fue el primer avión de Lockheed y uno de los primeros diseños de aviones con tren de aterrizaje totalmente retráctil.

## Diseño y desarrollo
Lockheed diseñó un ala alternativa equipada con un tren de aterrizaje retráctil para el Lockheed Sirius, como resultado de una solicitud de Charles Lindbergh, aunque al final eligió construir un Sirius estándar. El primer Altair, convertido desde un Sirius, voló en septiembre de 1930. Como el Sirius, el Altair era un monoplano de ala baja monomotor de construcción en madera. El tren de aterrizaje, que era operado mediante el uso de una manivela, se retraía hacia dentro.
Los cuatro Altair siguientes al prototipo eran Sirius convertidos, siendo construidos otros seis Altair nuevos: tres por Lockheed, dos por la Detroit Aircraft Corporation, y uno por AiRover. El AiRover Altair, apodado “The Flying Testbed”, estaba propulsado por un motor Menasco Unitwin, que usaba dos motores para accionar un solo árbol de transmisión. El Unitwin fue usado en el Vega Starliner, que nunca entró en producción.

## Historia operacional
El prototipo del Altair fue comprado por el Cuerpo Aéreo del Ejército de los Estados Unidos y designado Y1C-25, siendo equipado un segundo Altair con un fuselaje de construcción metálica, que también fue comprado por el Ejército como Y1C-23 y usado como transporte de personal, al igual que un único avión similar operado por la Armada de los Estados Unidos como XRO-1.
Los Altair fueron usados para desempeñar una serie de vuelos de larga distancia rompe récords. Un avión, llamado Lady Southern Cross fue usado por el aviador australiano Charles Kingsford Smith para llevar a cabo el primer vuelo entre Australia y los Estados Unidos, entre el 20 de octubre y el 4 de noviembre de 1934. Kingsford Smith murió en las primeras horas del 8 de noviembre de 1935, volando el Lady Southern Cross durante un intento de récord de vuelo entre Inglaterra y Australia.
Dos Altair fueron usados por el periódico japonés Mainichi Shimbun como aviones de alta velocidad de pasajeros y carga, permaneciendo uno en uso hasta 1944.

## Variantes

Lockheed XRO-1 en Langley.

8D Altair
Avión deportivo biplaza de largo alcance y altas prestaciones, equipado con tren de aterrizaje retráctil, propulsado por un motor radial Pratt & Whitney SR-1340E Wasp de 373 kW (500 HP); un prototipo, cuatro aviones Sirius convertidos, seis aviones de producción.
Sirius 8 Special
Un avión construido para el aviador australiano Charles Kingsford Smith, fue convertido en un avión Altair 8D, más tarde llamado Lady Southern Cross.
DL-2A
Dos Altair 8D construidos por la Detroit Aircraft Corporation.
Y1C-23
El segundo Altair 8D fue comprado por el Cuerpo Aéreo del Ejército de los Estados Unidos, y fue usado como avión de transporte de personal. Más tarde fue redesignado C-23.
Y1C-25
El prototipo del Altair 8D fue comprado por el Cuerpo Aéreo del Ejército de los Estados Unidos, propulsado por un motor radial Pratt & Whitney R-1340-17 Wasp de 336 kW (450 HP).
XRO-1
Un Altair DL-2A adquirido por la Armada estadounidense, fue usado como avión de transporte de personal.

## Operadores
Estados Unidos
- Cuerpo Aéreo del Ejército de los Estados Unidos
- Armada de los Estados Unidos

 Japón
- Mainichi Shimbun

## Especificaciones (Y1C-23)
Referencia datos: Lockheed Aircraft since 1913

### Características generales
- Tripulación: Uno (piloto)
- Capacidad: Dos pasajeros
- Longitud: 8,6 m (28,3 ft)
- Envergadura: 13 m (42,7 ft)
- Altura: 2,9 m (9,5 ft)
- Superficie alar: 27,2 m² (293,2 ft²)
- Peso vacío: 1468 kg (3235,5 lb)
- Peso cargado: 2220 kg (4892,9 lb)
- Planta motriz: 1× motor radial de nueve cilindros en una fila refrigerado por aire Pratt & Whitney SR-1340E Wasp.
  - Potencia: 373 kW (514 HP; 507 CV)
- Ascenso a 2140 m (7000 pies): 9,4 min

### Rendimiento
- Velocidad máxima operativa (Vno): 333 km/h (207 MPH; 180 kt) a 2140 m (7000 pies)
- Velocidad crucero (Vc): 282 km/h (175 MPH; 152 kt)
- Alcance: 935 km (505 nmi; 581 mi)
- Techo de vuelo: 7255 m (23 802 ft)
- Carga alar: 81,5 kg/m² (16,7 lb/ft²)
- Potencia/peso: 0,17 kW/kg (0,10 hp/lb)

## Aeronaves relacionadas

### Aeronaves similares
- Lockheed Vega
- Lockheed Air Express
- Lockheed Explorer
- Lockheed Sirius
- Lockheed Orion

### Secuencias de designación
- Secuencia Numérica (interna de Lockheed): ← 4 - 5 - 7 - 8/D - 9 - 10 - 11 →
- Secuencia DL-_ (interna de Detroit): DL-1 - DL-2 - DL-2A
- Secuencia C-_ (Aviones de Carga del USAAC/USAAF/USAF, 1924-1962): ← C-20 - C-21 - C-22 - C-23 - C-24 - C-25 - C-26 - C-27 - C-28 →
- Secuencia R_O (Aviones de Transporte de la Armada estadounidense, 1931-1962 (Lockheed, 1931-42)): RO - R2O - R3O - R4O →